# Clusiodes
Clusiodes är ett släkte av tvåvingar. Clusiodes ingår i familjen träflugor.

## Dottertaxa tillClusiodes, i alfabetisk ordning[1][2]
- Clusiodes aberrans
- Clusiodes albimanus
- Clusiodes americanus
- Clusiodes angulosus
- Clusiodes apicalis
- Clusiodes apiculatus
- Clusiodes argutus
- Clusiodes ater
- Clusiodes bisetosa
- Clusiodes bismarckensis
- Clusiodes caestus
- Clusiodes caledonicus
- Clusiodes chaetostylotis
- Clusiodes clandestinus
- Clusiodes clarus
- Clusiodes coconino
- Clusiodes dasytus
- Clusiodes discostylus
- Clusiodes eremnos
- Clusiodes femoratus
- Clusiodes flaveolus
- Clusiodes formosana
- Clusiodes freyi
- Clusiodes gentilis
- Clusiodes geomyzinus
- Clusiodes gladiator
- Clusiodes gracilolobus
- Clusiodes iotoides
- Clusiodes johnsoni
- Clusiodes kinetrolicros
- Clusiodes leptapodemus
- Clusiodes leucopeza
- Clusiodes marginalis
- Clusiodes megaspilos
- Clusiodes megastylotis
- Clusiodes melanospilus
- Clusiodes melanostomus
- Clusiodes microcerus
- Clusiodes mirabilis
- Clusiodes napo
- Clusiodes niger
- Clusiodes nigriceps
- Clusiodes nigrifrons
- Clusiodes nitidus
- Clusiodes notatus
- Clusiodes nubila
- Clusiodes obscuripennis
- Clusiodes orbitalis
- Clusiodes phrenzinus
- Clusiodes pictipes
- Clusiodes plumipes
- Clusiodes plumosus
- Clusiodes pterygion
- Clusiodes punctifrons
- Clusiodes quatuorsetosa
- Clusiodes ruficollis
- Clusiodes saopaulo
- Clusiodes spinos
- Clusiodes stimulator
- Clusiodes terminalis
- Clusiodes tobi
- Clusiodes tuomikoskii
- Clusiodes unica
- Clusiodes usikumuri
- Clusiodes verticalis